# Wspólnota administracyjna Weitnau
Wspólnota administracyjna Weitnau – wspólnota administracyjna (niem. Verwaltungsgemeinschaft) w Niemczech, w kraju związkowym Bawaria, w rejencji Szwabia, w regionie Allgäu, w powiecie Oberallgäu. Siedziba wspólnoty znajduje się w miejscowości Weitnau.
Wspólnota administracyjna zrzesza jedną gminę targową (Markt) oraz jedną gminę wiejską (Gemeinde): 
- Missen-Wilhams, 1 403 mieszkańców; 34,96 km²
- Weitnau, gmina targowa, 5 013 mieszkańców; 65,22 km²